# Bundesstrasse 192
Bundesstrasse 192 är en 160 kilometer lång förbundsväg i det nordtyska förbundslandet Mecklenburg-Vorpommern. Vägen börjar i Zurow nära staden Wismar och går till Neubrandenburg, via Sternberg och Waren.